# Dohertyorsidis dohertyi
Dohertyorsidis dohertyi là một loài bọ cánh cứng trong họ Cerambycidae.